# Georgi Gwozdejkow
Georgi Jordanow Gwozdejkow, bułg. Георги Йорданов Гвоздейков (ur. 16 czerwca 1976 w Sliwenie) – bułgarski polityk, kierowca wyścigowy, rajdowiec i inżynier lotnictwa, deputowany, w latach 2023–2024 minister transportu i komunikacji.

## Życiorys
Z wykształcenia inżynier lotnictwa, magisterium uzyskał w uczelni wojskowej WWWU „Georgi Benkowski” w miejscowości Dołna Mitropolija. W latach 1998–2011 był zawodowym kierowcą wyścigowym. W 2008 zajął się prowadzeniem własnej działalności gospodarczej w zakresie projektowania i budowy domów drewnianych. W latach 2013–2014 pełnił funkcję sekretarza generalnego Bułgarskiej Federacji Sportów Motorowych (BFAS). Później do 2018 kierował projektem Hyundai Racing Trophy w Bułgarii. Następnie pracował jako inspektor w dyrekcji generalnej zarządu lotnictwa cywilnego.
Zaangażował się w działalność polityczną w ramach ugrupowania Kontynuujemy Zmianę, w listopadzie 2021 z jego ramienia uzyskał mandat posła do Zgromadzenia Narodowego. Po odejściu z parlamentu był m.in. dyrektorem wykonawczym przedsiębiorstwa lotniczego Byłgarija Cheli Med Syrwiz. W czerwcu 2023 objął urząd ministra transportu i komunikacji w rządzie Nikołaja Denkowa. Pozostał na tym stanowisku także w powołanym w kwietniu 2024 technicznym gabinecie Dimityra Gławczewa. Zakończył urzędowanie w sierpniu 2024.